# Récepteur de l'inositol trisphosphate
Le récepteur de l'inositol trisphophate est une protéine ayant le rôle de récepteur et de canal ionique, situé sur le réticulum endoplasmique et intervenant dans le relargage des ions calcium.
Son activité est régulée par l'inositol trisphosphate mais aussi par les ions calcium.

## Structure
Il s'agit d'un tétramère. Il est décrit trois isoformes, le deuxième étant celui en jeu dans la cellule musculaire cardiaque humaine.

## Rôles

### Dans le cœur
Les récepteurs de la ryanodine jouent un rôle prépondérant en tant que canal calcique dans le muscle cardiaque, intervenant dans le couplage excitation-contraction de la cellule. Les récepteurs de l'inositol trisphosphate sont près de cent fois plus rares mais semblent jouer un rôle dans la genèse de certaines arythmies et certaines cardiomyopathies.